# Île de Costebelle
L'île de Costebelle est une petite île du lac de Sainte-Croix, sur le territoire de la commune des Salles-sur-Verdon, dans le département du Var, en région Provence-Alpes-Côte d'Azur. 